# ميزون المعشني
ميزون بنت أحمد بن علي المعشني (1925-12 أغسطس 1992)؛ الزوجة الثانية للسلطان سعيد بن تيمور ووالدة السلطان قابوس بن سعيد السلطان التاسع في تاريخ سلطنة عمان، وكانت زوجته الأولى ابنة عمها السيدة فاطمة المعشني. تنتمي إلى قبيلة المعشني، إحدى القبائل المعروفة في محافظة ظفار جنوب عُمان.

## نشأتها
ولدت السيدة ميزون في 1920 في شرق محافظة ظفار، جنوب سلطنة عمان. وهي ابنة الشيخ أحمد بن علي المعشني، وفي 1936 تزوجها السلطان سعيد بن تيمور، زوجة ثانية فقد كانت زوجته الأولى هي السيدة فاطمة المعشني. في 18 تشرين الثاني 1940 أنجبت طفلها الأول قابوس خليفة لزوجها في الملك.

## وفاتها
توفيت السيدة ميزون في 1992 من مرض السكري، حيث أمر السلطان قابوس أن تُدفن في ولاية طاقة -بلدها الأم-، عند وفاتها تم الحداد عليها لمدة ثلاثة أيام متواصلة.